# 下埃格里
下埃格里（德語：Unterägeri）是瑞士联邦楚格州的市镇。该市镇面积为26.70平方千米，海拔高度727米，2018年12月31日人口数为8,867。